# Ланглет, Вальдемар
Ланглет, Вальдемар (швед. Valdemar Langlet 17 декабря 1872, Лербо, Сёдерманланд, Швеция —16 октября 1960, Стокгольм, Швеция) — шведский дипломат и праведник мира (признан таковым Яд ва-Шем в 1965). Вместе с женой Ниной помогал евреям в Будапеште. Их деятельность вдохновила Рауля Валленберга. Также Ланглет был издателем и эсперантистом.

## Ранние годы
Учился в Германии, Австрии и Швейцарии. В юности работал инженером и журналистом. В 1890 познакомился с языком эсперанто. Уже в следующем году основал клуб этого языка в Уппсале. Был женат дважды, сначала, с 1899 года до её смерти, на финской эсперантистке, затем на Нине Боровко-Ланглет, также эсперантистке и дочери русского эсперантиста Н.А. Боровко. С 1932 года начал работать в Университете Будапешта и одновременно в посольстве Швеции в Венгрии.

## Вторая мировая война
В 1944 году Ланглет был сотрудником посольства своей страны в Венгрии. Заметив, что некоторые люди стали исчезать, а его знакомые обеспокоены своей судьбой, он решил снабжать преследуемых нацистами и местными властями евреев документами, которые свидетельствовали о том, что они ожидают получения шведского подданства. Эти защитные документы выдавались от имени Шведского Красного Креста и позволяли затруднить отправку людей в лагеря уничтожения. Также он оборудовал два безопасных места — в посольстве и у себя дома.